# 4585 Ainonai
4585 Ainonai је астероид главног астероидног појаса са средњом удаљеношћу од Сунца која износи 2,732 астрономских јединица (АЈ).
Апсолутна магнитуда астероида је 12,8.